# 波米耶拉普拉塞特
波米耶拉普拉塞特（法語：Pommiers-la-Placette，法語發音：[pɔmje la plasɛt]）是法国伊泽尔省的一个旧市镇，属于格勒诺布尔区。该旧市镇总面积16.92平方公里，2009年时的人口为581人。

## 人口
波米耶拉普拉塞特人口变化图示